# Mesa de la Unidad Democrática
Mesa de la Unidad Democrática (kurz MUD oder Unidad; übersetzt „Tisch [im Sinne von Ausschuss oder Runder Tisch] der Demokratischen Einheit“) ist ein venezolanisches Wahlbündnis. Es wurde 2008 aus Opposition zum damaligen Präsidenten Hugo Chávez gegründet.

Führungsfiguren der MUD feiern Zweidrittelmehrheit im Parlament, bei Parlamentswahlen im Dezember 2015 (unter ihnen Lilian Tintori, Freddy Guevara, Jesús Torrealba und Julio Borges)

## Mitglieder
Zu seinen Mitgliedern gehören sowohl sozialdemokratische und eher linksgerichtete Parteien wie die Acción Democrática, Alianza Bravo Pueblo, La Causa Radical, Un Nuevo Tiempo, Avanzada Progresista, Movimiento Progresista de Venezuela und Voluntad Popular, als auch christdemokratische oder liberale Parteien des eher rechten Spektrums wie COPEI, Vente Venezuela, Proyecto Venezuela und Primero Justicia. Insgesamt wird MUD in Medienberichten als „bürgerliches“ oder Mitte-rechts-Bündnis beschrieben. 3 von 4 venezolanischen Parteien, die der Sozialistische Internationale angehören (Stand 4. August), gehören dem Parteienbündnis MUD an, Acción Democrática, Un Nuevo Tiempo und Voluntad Popular. Die 4. venezolanische Partei MAS (Movimiento al Socialismo (Venezuela)) ist ein ehemaliges Mitglied der MUD.
Zusammensetzung im Einzelnen:
| Partei                                                              | Partei  | deutsch                                                                             | Parteichef                 | Politische Ausrichtung | Parlamentssitze 2016–2021 (MUD-Sitze 109) |
| ------------------------------------------------------------------- | ------- | ----------------------------------------------------------------------------------- | -------------------------- | ---------------------- | ----------------------------------------- |
| Primero Justicia                                                    | PJ      | Gerechtigkeit zuerst                                                                | Henrique Capriles Radonski | liberal                | 33                                        |
| Acción Democrática                                                  | AD      | Demokratische Aktion                                                                | Henry Ramos Allup          | sozialdemokratisch     | 25                                        |
| Un Nuevo Tiempo                                                     | UNT     | Eine neue Epoche                                                                    | Omar Barboza               | sozialdemokratisch     | 18                                        |
| Voluntad Popular                                                    | VP      | Volkswille                                                                          | Leopoldo López             | Mitte                  | 14                                        |
| La Causa Radical                                                    | LCR     | Die radikale Sache                                                                  | Andrés Velásquez           | links                  | 4                                         |
| Movimiento Progresista de Venezuela                                 | MPV     | Progressive Bewegung Venezuelas                                                     | Simón Calzadilla           | Mitte-links            | 4                                         |
| Proyecto Venezuela                                                  | PRVZL   | Projekt Venezuela                                                                   | Henrique Salas Feo         | konservativ            | 2                                         |
| Cuentas Claras                                                      | CC      | Klare Rechnungen                                                                    | Vicencio Scarano           | Mitte-rechts           | 2                                         |
| Avanzada Progresista                                                | AP      | Progressiver Fortschritt                                                            | Henri Falcón               | Mitte-links            | 2                                         |
| Vente Venezuela                                                     | VV      | Venezuela komm                                                                      | Maria Corina Machado       | liberal                | 1                                         |
| Allianza Bravo Pueblo                                               | ABP     | Allianz des mutigen Volkes                                                          | Antonio Ledezma            | sozialdemokratisch     | 1                                         |
| Gente Emergente                                                     | GE      | Emporkommende Leute [im Sinne von Entwicklung]                                      | José Aparicio              | sozialdemokratisch     | 1                                         |
| Convergencia Nacional                                               | CN      | Nationale Konvergenz                                                                | Juan José Caldera          | christdemokratisch     |                                           |
| COPEI                                                               | COPEI   | Christlich-soziale Partei                                                           | Roberto Enríque            | christdemokratisch     |                                           |
| Movimiento por una Venezuela Responsable, Sostenible y Emprendedora | MOVERSE | Bewegung für ein verantwortungsvolles, nachhaltiges und unternehmerisches Venezuela | Alexis Romero              | grün                   |                                           |
| Movimiento Ecológico de Venezuela                                   | MOVEV   | Ökologische Bewegung Venezuelas                                                     | Manuel Díaz                | grün                   |                                           |

## Führungsstruktur
Am 17. Februar 2017 beschloss die MUD den Posten des Generalsekretärs durch ein Operatives Politisches Komitee auszutauschen. Dieses Komitee besteht aus Vertretern der neun größten Parteien des Bündnisses: Primero Justicia, Acción Democrática, Un Nuevo Tiempo, Voluntad Popular, Alianza Bravo Pueblo, Avanzada Progresista, Movimiento Progresista de Venezuela, La Causa Radical und Vente Venezuela.
Generalsekretär der MUD war von 2014 bis Anfang 2017 Jesús Torrealba, ein ehemaliger Kommunist.

## Wahlteilnahmen und -ergebnisse
Bei der Parlamentswahl 2010 errang das Bündnis zwar 47,2 % der Stimmen (knapp hinter den 48,3 % der regierenden PSUV), aufgrund des Wahlsystems und Zuschnitt der Wahlkreise aber nur 64 der 165 Sitze im Einkammerparlament.
Bei den Präsidentschaftswahlen im Jahr 2012 sowie 2013 war Henrique Capriles (Primero Justicia) Kandidat des Wahlbündnisses, wurde jedoch von Hugo Chávez beziehungsweise Nicolás Maduro besiegt. 2013 fiel die Niederlage nur äußerst knapp aus (50,8 zu 49 %), die MUD erhob den Vorwurf des Wahlbetrugs und erkannte das Ergebnis nicht an.
Bei der Parlamentswahl 2015 gewann das Bündnis vorläufigen Ergebnissen zufolge 109 Sitze – dies wurde als Erdrutschsieg gewertet.